# Juegos Bolivarianos de Playa 2014/Beachhandball
Der Beachhandball-Wettbewerb bei den Juegos Bolivarianos de Playa 2014 (spanisch Balonmano por los II Juegos Bolivarianos de Playa, auch spanisch Habrá Beach Handball en los II Juegos Bolivarianos de Playa) war die zweite Austragung eines Beachhandball-Wettbewerbs im Rahmen der ebenfalls das zweite Mal durchgeführten Juegos Bolivarianos de Playa. Der Wettbewerb wurde vom 4. bis 6. Dezember im Strandort Huanchaco, Peru von der Organización Deportiva Bolivariana (ODEBO) in Verbindung mit den nationalen und regionalen Organisatoren der Wettbewerbe organisiert und durchgeführt.

Der Stand von Huanchaco

Die Zahl der Mannschaften ging bei beiden Geschlechtern um eine Mannschaft zurück, was insbesondere auf die Nichtteilnahme der mittelamerikanischen Gastländer zwei Jahre zuvor, Guatemala und der Dominikanischen Republik bei den Frauen sowie El Salvador bei den Männern zurückzuführen war. Auch die Männermannschaft Paraguays startete dieses Mal nicht. Dafür nahm erstmals die beiden Mannschaften Chiles teil. Insbesondere für die Frauenmannschaft war es erst das zweite internationale Turnier und die erste Turnierteilnahme seit den Pan-Amerikanischen Meisterschaften 2008.
Venezuela gewann erneut beide Turniere, Kolumbien konnte wieder als einzige weitere Mannschaft mit Bronze ebenfalls zwei Medaillen gewinnen. Die einzige Veränderung bei den Medaillenrängen im Vergleich zu den Wettbewerben zwei Jahre zuvor war der vertauschte Medaillenrang der Frauen Paraguays und Kolumbiens.
| Frauen Details | Huanchaco, Peru | Venezuela | keine Playoffs | Paraguay | Kolumbien | keine Playoffs | Ecuador |
| Männer Details | Huanchaco, Peru | Venezuela | 2:0            | Ecuador  | Kolumbien | 2:0            | Peru    |

## Platzierungen der Mannschaften
| Nation         | Frauen | Männer |
| -------------- | ------ | ------ |
| Chile          | 05     | 05     |
| Ecuador        | 04     | 02     |
| Kolumbien      | 03     | 03     |
| Paraguay       | 02     | 0–     |
| Peru           | 06     | 04     |
| Venezuela      | 01     | 01     |
| Teilnehmerzahl | 6      | 5      |

| Legende | Legende | Legende | Legende              |
| ------- | ------- | ------- | -------------------- |
| 1       | 2       | 3       | Podest-Platzierungen |
| 4       | 4       | 4       | Halbfinalist         |